# Calamotropha inounei
Calamotropha inounei là một loài bướm đêm trong họ Crambidae.